# Owens Valley Radio Observatory
L'OVRO (Owens Valley Radio Observatory) est constitué de trois éléments distincts : un interféromètre millimétrique, deux radiotélescopes indépendants et un interféromètre chargé d'étudier le Soleil.
Cet observatoire est localisé aux États-Unis, dans l'État de la Californie, à environ 400 km au nord de Los Angeles, à l'est de la Sierra Nevada, à une altitude de 1 222 m, dans la vallée de l'Owens.

## Site d'observation OVRO

### Interféromètre millimétrique
Celui-ci était composé de six antennes de 10,4 m de diamètre chacune. Celles-ci étaient montées sur rails afin de pouvoir adopter différentes configurations d'observation.
 Cet interféromètre a été fusionné en 2005 avec BIMA pour former CARMA (lui-même démantelé en 2015).

### Radiotélescopes indépendants
L'un est constitué par une antenne de 40 m de diamètre, le OVRO 40 meter Telescope (en), l'autre par une antenne de 5,5 m de diamètre.
 Cet instrument est principalement utilisé pour l'étude du rayonnement fossile du Big Bang.

### Interféromètre d'étude solaire
Celui-ci est composé de deux antennes de 27 m de diamètre, ainsi que de trois antennes de 2 m de diamètre. Cet instrument est destiné à l'observation du Soleil. Pour cela on étudie les éruptions solaires : elles permettent de mieux comprendre le fonctionnement de son champ magnétique.